# دنیلو لردا
دنیلو لردا (انگلیسی: Danilo Lerda؛ زادهٔ ۳۰ مارس ۱۹۸۷) بازیکن فوتبال اهل آرژانتین است.
از باشگاه‌هایی که در آن بازی کرده‌است می‌توان به باشگاه فوتبال پنیارول اشاره کرد.